# 海啸

海嘯的危險性符號

海啸是一种因为海底地形改观导致的具有强大破坏力的海浪。海啸通常来说是由海底或靠近海边的火山喷发，海底滑坡或发生在海底的地震在海洋中引发的；极少数是由大型陨石在海底坠落造成的，当震波的动力而引起海水剧烈的起伏，会形成强大的波浪，向前推进，将沿海地带一一淹没的自然現象，称之为海啸。

## 詞源

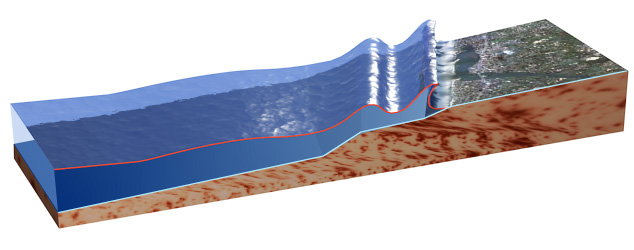
海啸到达海岸

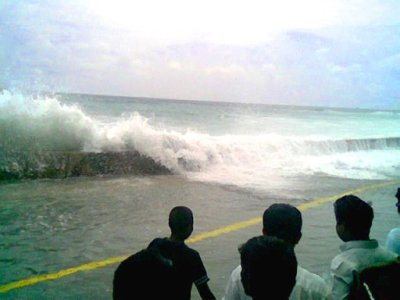
2004年12月26日海啸席卷马尔代夫的马累

海啸在許多西方語言中稱為“tsunami”，詞源自日語“津波”，即「港邊的波浪」（「津」即「港」）。这也显示出了日本是一个经常遭受海啸袭击的国家。汉字又称「海溢」。“tsunami”一詞，在1963年的國際科學會議上正式列入國際術語。
中國最早在漢朝就已有對海嘯的紀錄，在中國古書記載的「海溢」、「海潮溢（類似於潮水氾濫）」、「海吼」、「海唑」、「海沸」都是指海嘯。
海啸不同于风浪（波涛）、长浪（涌浪）、異常巨浪或风暴潮。风浪是风吹在当地水体上引起的波浪；长浪是远处的风，或已经过去的风所引起的波浪；異常巨浪是长浪的一種，然而它的成因目前還沒有確實定論；风暴潮是由熱帶氣旋、温带气旋、冷锋的强风作用和气压骤变等强烈的天气系统引起的海面异常上升现象。

## 特性
這是一種波長極長的重力波。若是發生於在近岸淺水海域，波浪因深度漸淺而波高驟增，可造成嚴重災害。此波於大洋中傳遞極快，每秒速度可超過二百公尺。在地震發生處的波動可能只有0.1公尺到5公尺的高度，波長卻可能是1,500公里。隨著水波傳到岸邊波長會縮短到5公里，高度卻可達到50公尺。

### 原因

海啸到达海岸形成水墙

海啸通常由震源在海底下500公里以内、震级6.0级以上的海底地震引起。海啸波长比海洋的最大深度还要大，在海底附近傳播也没受多大阻滞，不管海洋深度如何，波都可以传播过去，海嘯在海洋的傳播速度大約是每小時五百到一千公里，而相鄰兩個浪頭的距離也可能遠達500到650公里，當海嘯波進入陸坡後，由於深度變淺，波高突然增大，它的这种波浪运动所卷起的海涛，波高可达数十米，并形成“水墙”。由地震引起的波動與海面上的海浪不同，一般海浪只在一定深度的水層波動，而地震所引起的水體波動是從海面到海底整個水層的起伏。
此外，海底火山爆发，土崩及人為的水底核爆，或者是隕石撞擊都會造成海嘯，“水墙”可達百尺。而且隕石造成的海嘯在任何水域也有機會發生，不一定在地震帶。不過隕石造成的海嘯可能千年才會發生一次。海啸等自然灾害都会产生次声波，大象可以听到次声波，對遠處發生的火山地震都會有反應，例如2004年印度洋大地震产生的海啸，由于大象听到海啸产生的次声波，不听主人指挥，快速离开现场，乘坐大象的游客才得以生还。
近地海嘯所引起的海潮暴漲通常伴隨著地震，遠洋地震所引起的海嘯則不會感受到震動。史籍上若提到大地震，之後海潮暴漲，則海嘯的可能性極大。然而多數記載只提到海潮暴漲，並無其他說明，是否是地震海嘯就有待進一步探討。因此將史籍上所述之海嘯或疑海嘯，以海嘯信度表示其發生之可能性。

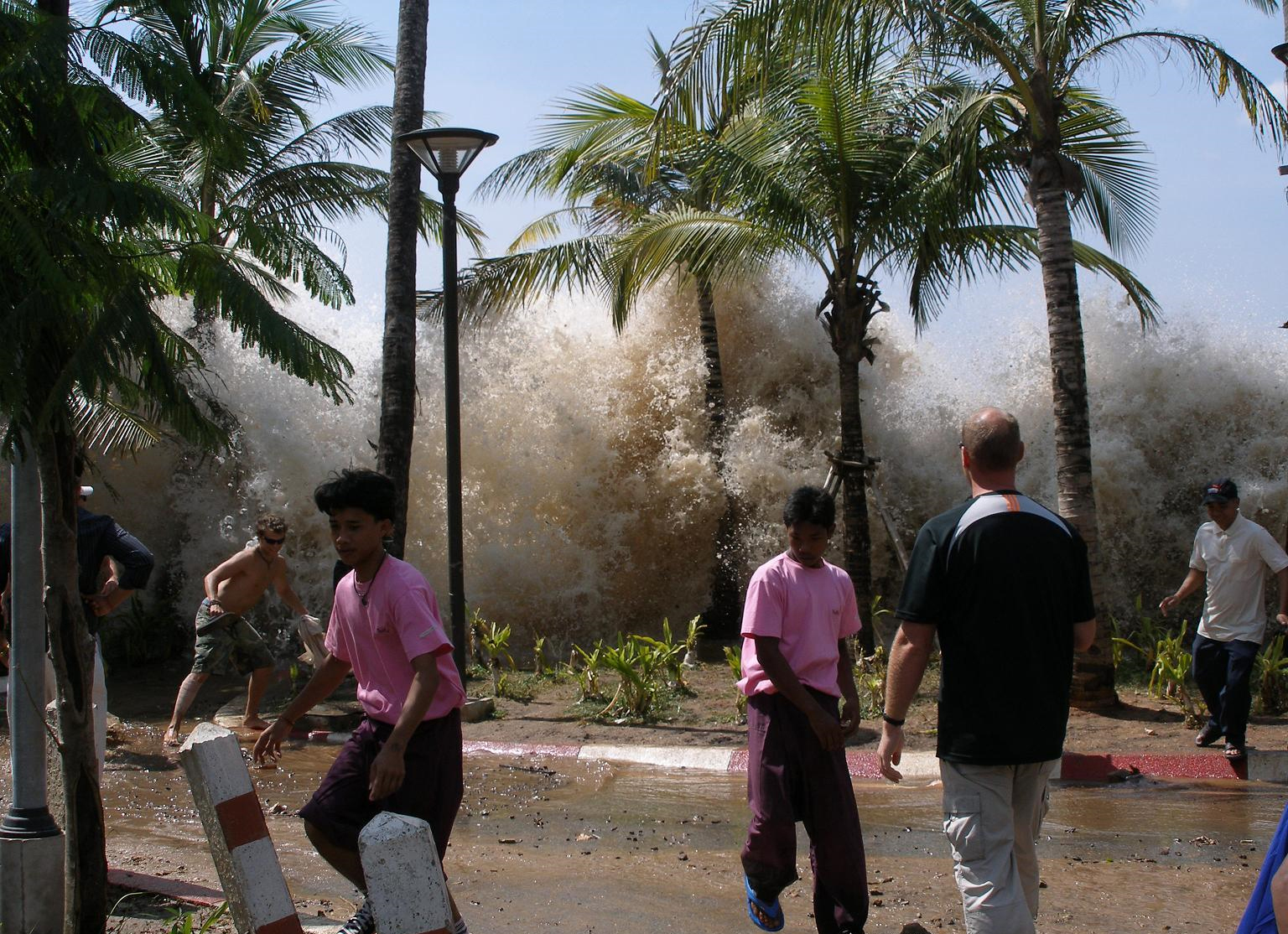
2004年印度洋大地震引发的海啸冲击泰國喀比

當海嘯從較寬廣較深的海域傳到海岸時，則會變形。當海水傳到岸邊時，因為水深變淺，所以波浪的傳遞速度變慢。當前一波海浪的速度變慢後，後一波因為速度未降追了上來，所以變成波高變高。所以即便在深水區不高的波浪，到了岸邊波高卻會增加許多。
當海嘯到達海岸時，看來很像加速版的潮汐的起落。如果波高太高時波浪則會碎掉，或是可以看到很高的水牆。不過海嘯一般很少在岸邊成為如塔般很高的水牆，或是看到明顯的破浪，因為有時波浪是在離岸較遠處就已破碎了。另外海嘯來襲時波浪若進入淺水海灣或河流出海口，也可能看到類似階梯狀波浪的湧潮（bore）出現。這些都會造成海岸邊的海水高度升高。若震央較近海岸時，甚至有觀測到升高相當於十層樓高的。
由於熱帶氣旋吹襲沿岸地區時，風暴中心氣壓低把海水吸起，亦會引發海水暴漲、巨浪隨強風湧上陸地，造成嚴重傷亡及廣泛破壞，因此亦有不少人以海嘯作形容，甚或與海嘯混淆。但事實上由熱帶氣旋引發的海水上漲稱為風暴潮。

## 类型

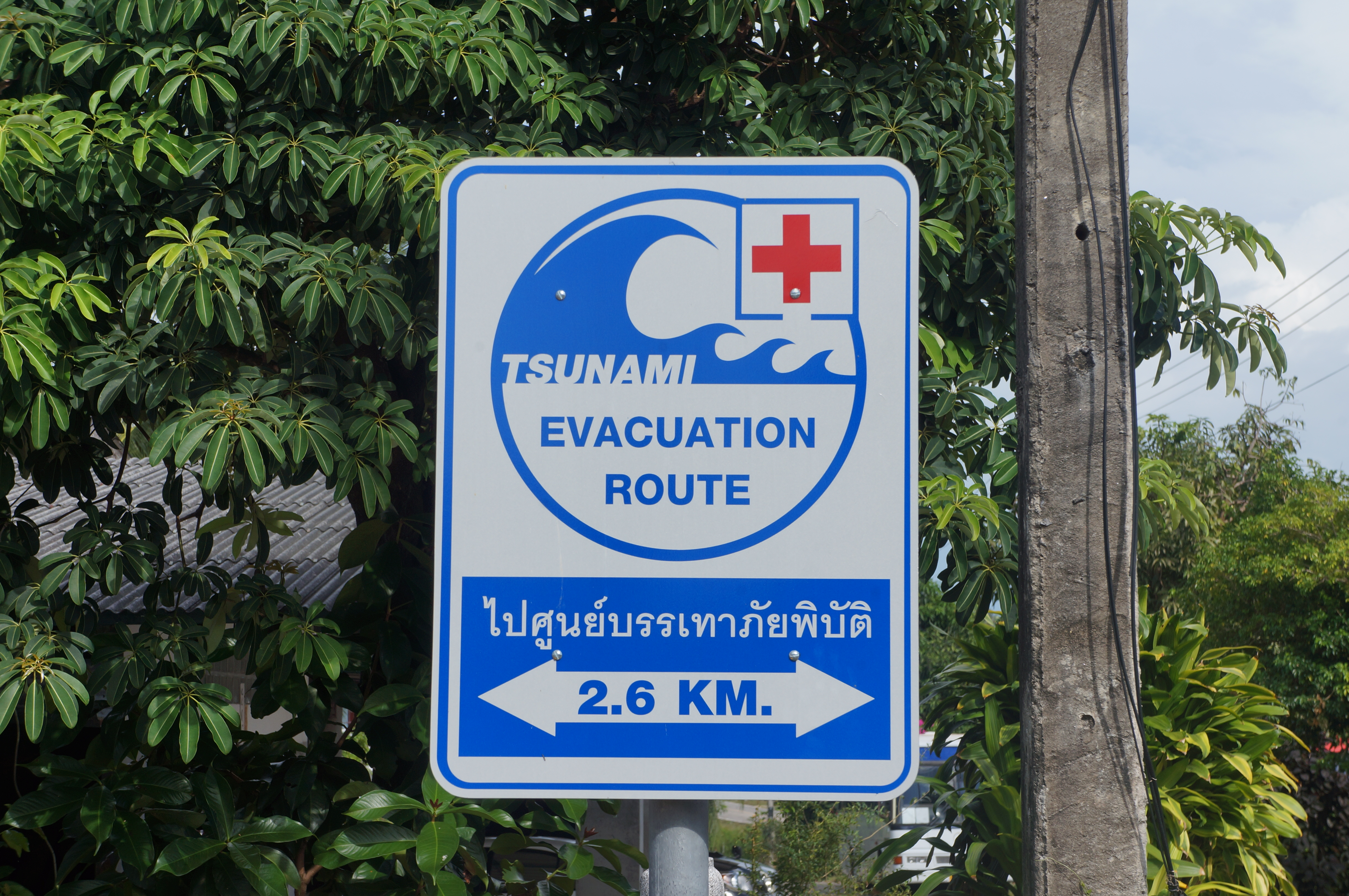
位于泰国普吉岛的一个海啸逃生标识

### 按照影响区域来进行分类
一般来说，海啸分为区域性海啸与本地海啸。
1. 区域性海啸。海啸的大多数均属于本地海啸或称为局地海啸。因为从地震及海啸发生源地到受灾的滨海地区相距较近，所以海啸波抵达海岸的时间也较短，只有几分钟，多者几十分钟。在这种情况下，海啸预警时间则更短或根本无预警时间，因而往往造成极为严重的灾害。例如，在2019年6月18日22时22分左右（日本标准时间）在日本山形县冲发生的{\displaystyle M_{j}6.8}级地震在新潟県上中下越引发了约0.1m的海啸。[5]

1. 越洋海啸。遥海啸是指横越大洋或从很远处传播来的海啸。海啸波属于海洋长波，一旦在源地生成后，在无岛屿群或大片浅滩、浅水陆架阻挡情况下，一般可传播数千公里而能量衰减很少，因此可能造成数千公里之遥的地方也遭受海啸灾害。

### 海啸等级
与地震一样，有过多次尝试建立衡量海啸强度或大小的等级，使得不同事件之间可以比较。

#### 海啸强度等级
最早的被日常的用来衡量海啸强度等级方案是用于地中海的「西伯格－安布拉塞斯等级」（Sieberg-Ambraseys scale）和用于太平洋的「今村－饭田强度分级」（Imamura-Iida intensity scale）。索洛维耶夫又修改了今村－饭田分级，根据如下公式计算了海啸强度I级：
{\displaystyle \,{\mathit {I}}={\frac {1}{2}}+\log _{2}{\mathit {H}}_{av}}
这里{\displaystyle {\mathit {H}}_{av}}是沿最近的海岸的平均海浪高度。这个分级方案也被称为“索洛维耶夫-今村海啸强度等级（Soloviev-Imamura tsunami intensity scale）”，并被用于NGDC/NOAA所编撰的全球海啸目录中。新西伯利亚海啸实验室（Novosibirsk Tsunami Laboratory）也使用这个分级作为海啸大小的主要参数。

#### 海啸大小等级
第一个真正的计算给定地点的海啸大小而不是强度的等级方案是由穆蒂和卢米斯（Murty & Loomis）提出的ML分级（ML scale）。这个分级是基于潜在能量的。但因为计算海啸的潜在能量很困难，所以该分级很少被使用。阿部引入了“海啸大小等级{\displaystyle {\mathit {M}}_{t}}”，其计算公式为：
{\displaystyle \,{\mathit {M}}_{t}={a}\log h+{b}\log R={\mathit {D}}}
这里h是最大海啸波幅（单位：米，m），由距离震中距离 为R的验潮仪测得；a，b和D是用于使the Mt等级尽可能匹配矩震级（moment magnitude scale）的常数。

## 各地海嘯预警

### 日本
海啸警报分四级，分别为海啸预报、海啸注意警报、海啸警报、大海啸警报。
|  | 警报名称     | 发布基准                                                               |
|  | ------------ | ---------------------------------------------------------------------- |
|  | 海啸消息     | 预计海啸来临时发布，并通报实时的海啸波高预报数值、观测数值等有关事项。 |
|  | 海啸预报     | 预测将会出现波高20厘米或以下的海啸。                                   |
|  | 海啸注意警报 | 预测将会出现波高20厘米至1米的海啸。                                    |
|  | 海啸警报     | 预测将会出现波高1米至3米的海啸。                                       |
|  | 大海啸警报   | 预测将会出现波高5米以上的海啸。                                        |

### 中国大陆
海啸警报共分为四级，现依据2015年《风暴潮、海浪、海啸和海冰灾害应急预案》发布。
| 等级 | 信号名称                  | 信号标志 | 信号含义                                                                              |
| ---- | ------------------------- | -------- | ------------------------------------------------------------------------------------- |
|      | 海啸信息 （海啸警报消息） |          | 受地震或其他因素影响，预计海啸波将会在中国沿岸产生0.3米以下的海啸波幅，或者没有海啸。 |
| Ⅲ    | 海啸黄色警报              |          | 受地震或其他因素影响，预计海啸波将会在我国沿岸产生0.3（含）－1米的海啸波幅时。        |
| Ⅱ    | 海啸橙色警报              |          | 受地震或其他因素影响，预计海啸将会在我国沿岸产生1（含）－3米的海啸波幅时。            |
| Ⅰ    | 海啸红色警报              |          | 受地震或其他因素影响，预计海啸波将在我国沿岸产生3（含）米以上的海啸波幅时。           |

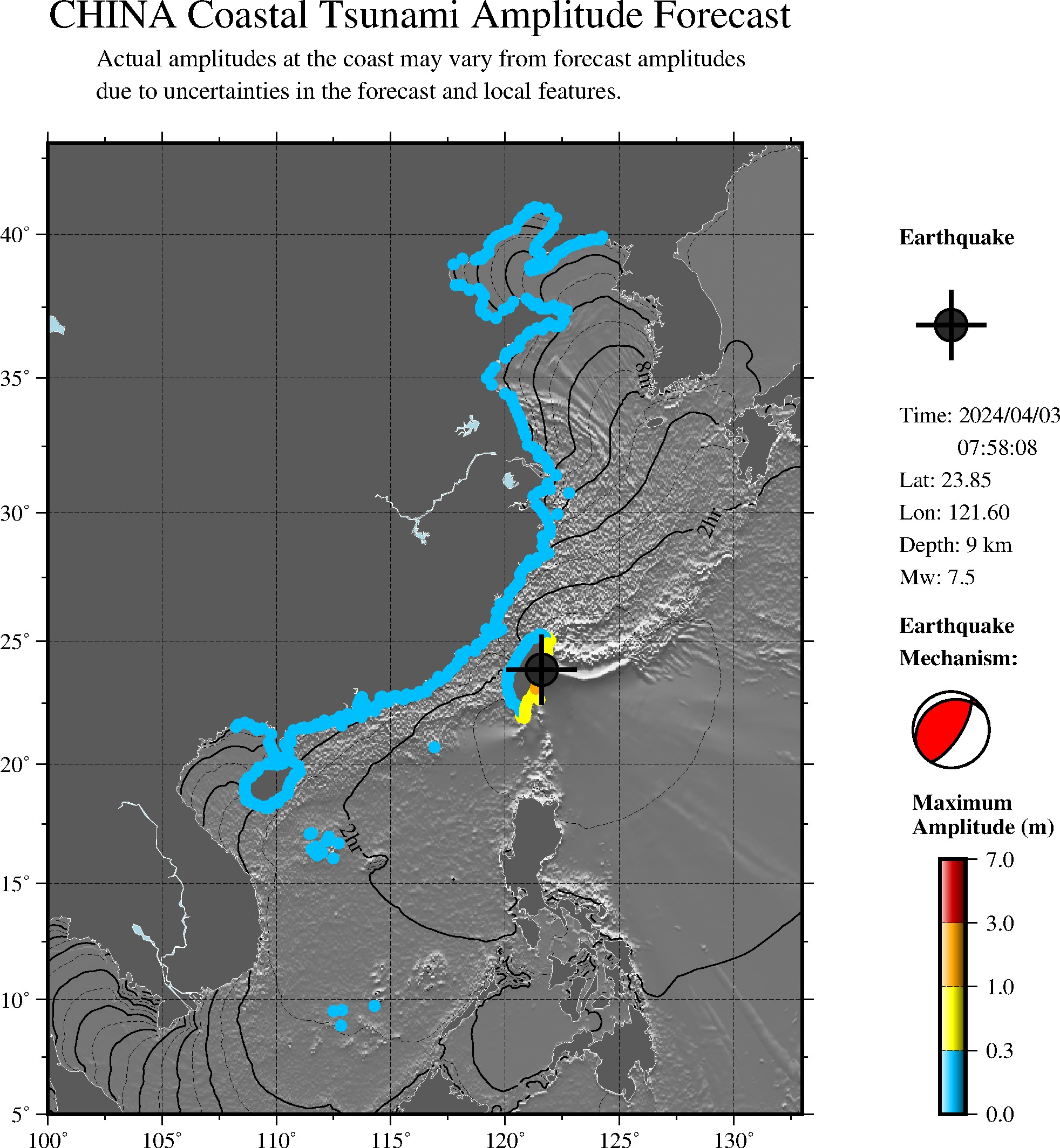
2024年4月3日8时12分，自然资源部海啸预警中心针对花莲地震所发布的海啸警报范围图

中国大陆于2004年开始设立海啸预警，最初的预警等级分为蓝、黄、橙、红四个等级（或用罗马数字排列IV、III、II、I）。2011年日本东北地方太平洋近海地震发生后，国家海洋局发布了海啸警报消息，并于当日下午向浙江省沿岸、台湾省沿岸发出海啸蓝色警报，这是国家海洋局首次发布海啸警报。该警报其后于当日17时41分解除。最终，浙江省沈家门验潮站监测到0.55米的海啸波幅。2015年，国家海洋局将海啸警报级别由四级调整为黄色、橙色、红色三级（标准如上）。
2024年4月3日8时12分，自然資源部海嘯預警中心发出《海啸警报第1期》，針對2024年4月花蓮地震向台湾花莲沿岸發布海嘯红色警報（Ⅰ级），向台东北沿岸发布海嘯橙色警報（Ⅱ级），向屏东西、宜兰、台东南、屏东东、台北东发布海嘯黄色警報（Ⅲ级），并预计从辽东半岛至北部湾的中华人民共和国其他全部沿岸海域都可能出现0.3米以下的海啸波幅。8时52分，该中心将花莲沿岸的警报级别降为海嘯橙色警報（Ⅱ级），维持宜兰、台东北沿岸的警报级别为黄色，并解除其余区域的海啸警报。其后于10时51分左右解除全部警报，并表示于当日上午8时08分在花莲地区监测到最高105厘米的海啸波幅。這是该預警中心历史上首次发布海啸红色、橙色及黄色警报。
海嘯警報與信息可於自然資源部海嘯預警中心網站查詢 （页面存档备份，存于）。

### 香港
海嘯警告是猛烈地震預計會產生或已產生海嘯，導致香港受顯著海嘯（即海嘯高度比正常水位高出0.5米以上）影響，並會在3小時內抵達香港時，由香港天文台發出的警告信號。
如預料南海或太平洋發生的強烈地震會引發海嘯，導致香港受顯著海嘯（即海嘯高度比正常水位高出0.5米以上）影響，而預計海嘯會在三小時內抵達香港，天文台會發出海嘯警告；對於有可能影響香港但在三小時後才抵達香港的顯著海嘯，天文台會首先發出海嘯報告通知市民。此外，如香港可能受海嘯影響但預料香港的海嘯不顯著，天文台亦會發出海嘯報告通知市民。

### 澳门
海嘯警告信號系統，是澳門地球物理氣象局為防患未然而設立的，雖然澳門受海嘯影響的機會較低，但仍存在一定的風險，當中主要風險源為馬尼拉海溝地震帶，如該地帶發生7至8級強烈海底地震，可能會導致南海發生海嘯，並於3至4小時內到達澳門及可能為澳門帶來嚴重破壞；若引發海嘯的地震更接近澳門，可預警的時間將會更短。

### 台湾
依據「交通部中央氣象署海嘯資訊發布作業要點」相關規定，如果根據太平洋海嘯警報中心（PTWC）發布之海嘯警報內容，如預估3小時內海嘯可能會到達臺灣；或中央气象署地震测报中心發布之地震報告內容，當報告內容為臺灣近海發生地震規模7.0以上，震源深度淺於35公里之淺層地震時，氣象署即發布「海嘯警報」。海嘯的模擬分三步，计算海嘯的生成、在大洋中的傳播与侵襲陸地時的溯上過程，然而过程必须依赖中央氣象署地震速報系統。
交通部中央氣象署在2024年花蓮地震發生後對臺澎金馬沿海地區發布海嘯警報，並針對各沿海鄉鎮市區發布災防告警細胞廣播訊息。宜蘭縣頭城鎮烏石在當地時間9時12分測得海嘯最大波高82公分，隨後中央氣象署在當地時間11時10分解除海嘯警報。

## 紀錄
全球的海嘯發生區大致與地震帶一致。全球有記載的破壞性海嘯大約有260次左右，平均大約6、7年發生一次。發生在環太平洋地區的地震海嘯就佔了約80%。而日本列島及附近海域的地震又佔太平洋地震海嘯的60%左右，日本是全球發生地震海嘯且受害最深的國家。
近年來較大規模的海嘯有：
- 2011年3月11日於日本宮城縣仙台市以東的太平洋海域發生Mw9.1地震，引發海嘯。參見2011年東北地方太平洋近海地震
- 2010年2月27日於智利比奧比奧沿岸附近陸地發生Mw8.8地震，隨後引發海嘯襲擊環太平洋沿岸國家。參見2010年智利大地震
- 2004年12月26日於印尼的蘇門達臘外海發生Mw9.3海底地震。海嘯襲擊斯里蘭卡、印度、泰國、印尼、馬來西亞、新加坡、孟加拉、馬爾代夫、缅甸和非洲東岸等國家，造成30餘萬人喪生。准确死亡数字已无法统计。參見2004年印度洋大地震。
- 1998年7月兩個规模为7.0的海底地震，造成巴布亞紐幾內亞約2100人喪生。
- 1992年9月尼加拉瓜發生海嘯。
- 1883年8月27日荷属东印度群岛上喀拉喀托火山爆發，引起的海嘯使約36,000人死亡。

| 嘯源位置                     | 日期           | 浪高 （公尺） | 受害地區                                   | 死亡人數     | 備註                                                          |
| ---------------------------- | -------------- | ------------- | ------------------------------------------ | ------------ | ------------------------------------------------------------- |
| 加拿大溫哥華島               | 1700年1月26日  | ?             | 北加州至溫哥華島、日本                     | ?            | 參見1700年卡斯凱迪亞地震                                      |
| 葡萄牙                       | 1755年11月1日  | 50            | 歐洲西部、摩洛哥和西印度群島               | 100,000      | 葡萄牙帝國的沒落 參見1755年里斯本大地震                         |
| 琉球群島                     | 1771年4月24日  | 85            | 琉球群島                                   | 11,941       | 石垣島一半的人口罹難 參見八重山地震                           |
| 基隆嶼外海                   | 1867年12月18日 | 7－8          | 今基隆、金山沿海                           | 數百人以上   | 臺灣有紀錄以來第一起由近海地震所引起的海嘯 參見1867年基隆海嘯 |
| 巽他海峽                     | 1883年8月26日  | 20            | 爪哇和蘇門答臘                             | 36,000       | 參見1883年喀拉喀托火山爆發                                    |
| 日本三陸                     | 1896年6月15日  | 24            | 日本東北                                   | 27,122       | 參見明治三陸地震                                              |
| 阿留申群島                   | 1946年4月1日   | 32            | 阿留申群島、夏威夷和加州                   | 165          | 參見1946年阿留申群島地震                                      |
| 智利                         | 1960年5月22日  | 25            | 智利、夏威夷和日本                         | 1,260-20,000 | 參見智利大地震                                                |
| 阿拉斯加                     | 1964年3月27日  | 32            | 阿拉斯加、阿留申群島和加州                 | 143          | 參見耶穌受難日地震                                            |
| 西里伯斯海                   | 1976年8月16日  | 30            | 菲律賓群島                                 | 5,000        | 參見1976年莫羅灣地震                                          |
| 蘇門答臘西北外海             | 2004年12月26日 | 51            | 印度洋                                     | 300,000+     | 參見2004年印度洋大地震                                        |
| 智利                         | 2010年2月27日  | 25            | 智利                                       | 525          | 參見2010年智利大地震                                          |
| 日本宮城縣外海               | 2011年3月11日  | 40.5          | 日本北海道、青森、岩手、宮城、福島及茨城縣 | 15,893       | 參見2011年日本東北地方太平洋沿岸地震                          |
| 印尼蘇拉威西海域、棟加拉外海 | 2018年9月28日  | 5             | 印尼棟加拉                                 | 2,256        | 參見2018年蘇拉威西島地震                                      |

## 外部連結
- 紀錄片-殺人浪(國語版) （页面存档备份，存于）
- 臺灣過去疑似海嘯災害
- 終極天災：海嘯 （页面存档备份，存于）。吳祚任；國立中央大學水文與海洋科學研究所海嘯科學研究室
- 2011日本大海嘯之初探與省思 （页面存档备份，存于）。吳祚任；國立中央大學水文與海洋科學研究所海嘯科學研究室
- How to survive a tsunami - Guide for children and youth （页面存档备份，存于）
- USGS: Surviving a tsunami （页面存档备份，存于） (United States)
- NOVA: Wave That Shook The World—Site and special report shot within days of the 2004 Indian Ocean tsunami.
- 臺灣東部海域電纜觀測系統